# Augusta Holtz
Augusta Louise Holtz z domu Hoppé (ur. 3 sierpnia 1871 w Czarnikau, zm. 21 października 1986 w Florissant) – niemiecka superstulatka, która osiadła w Stanach Zjednoczonych, gdzie mieszkała do śmierci. Od momentu śmierci Mathew Bearda Holtz była uważana za najstarszą żyjącą wówczas osobę na świecie.

## Życiorys
Augusta Luisa Holtz urodziła się w Czarnikau, w Prowincji Poznańskiej, w Królestwie Prus (obecnie Czarnków, Polska). W wieku 2 lat (1873) Holtz wyemigrowała do Stanów Zjednoczonych. Jej ojciec kupił farmę w stanie Illinois. Dorastała w towarzystwie dwóch bliźniaków. Wyszła za mąż za Edwarda Holtza w 1900 roku, który zmarł w 1923 roku. Miała z nim czwórkę dzieci (Edward i Aigustus), a później jeszcze dwoje (Hester, Gertrude).
W następnych latach Holtz wyjechała do stanu Missouri, gdzie zmarła. Po śmierci Mathew Bearda stała się wówczas najstarszą żyjącą osobą na świecie (do swojej śmierci 21 października 1986) i najstarszą osobą w historii, aż do maja 1990 roku, gdy wynik pobiła Francuzka Jeanne Calment.
Holtz zmarła w wieku 115 lat i 79 dni.